# Сер, Жан Пьер
Граф Жан-Пьер Сер (фр. Jean-Perre Sers; 10 мая 1746, дворец Плегад, Тер-Клапье, ныне департамент Тарн — 16 сентября 1809, Монредон-Лабесонье, департамент Тарн) — французский политик и предприниматель. Похоронен в парижском Пантеоне.

## Биография
Был торговцем, судовладельцем и членом городского управления Бордо. Его называли «меркантильным протестантом, неоднократно монополизировавшим торговлю зерном». 
2 сентября 1791 года был избран депутатом Законодательного собрания Франции от департамента Жиронда (занял 9 место из 12, получив 206 голосов из 407). В Законодательном собрании занял место среди жирондистов, голосовал солидарно с ними и был близок к Пьеру Виктюрниену Верньо. После 20 июня выступал за отставку мэра и прокурора Парижа, атаковал Дюмурье, выступал противником насилия и казней. После предложения Жана Дебри о создании корпуса из 1200 тиранобойцев выступил резко против, заявив, что подобные действия «покроют позором Францию». Был председателем директории Жиронды, не был избран в Конвент. Тем не менее, подвергся преследованию по декрету против жирондистов, но в его защиту выступил Жанбон Сент-Андре. 
Поддержал переворот 18 брюмера, призван в Охранительный сенат 4 нивоза VIII года (25 декабря 1799), член орден Почётного легиона с 9 вандемьера XII года (2 октября 1803) и командор ордена с 25 прериаля (14 июня 1804). В тот же период стал членом консистории Реформистской церкви. В XIII году (1804—1805) был кандидатом на должность казначея Сената, но Наполеон предпочёл ему другую кандидатуру. С 1 мая 1808 года — граф империи.
Скончался 16 сентября 1809 года. Его останки в том же году были погребены в парижском Пантеоне.